# Batalla del río Kondurcha
La batalla del río Kondurcha fue la primera gran batalla de la guerra entre Toqtamish, guerrero mongol del linaje de Gengis Kan y Tamerlán, el último de los grandes conquistadores nómadas del Asia Central. El combate tuvo lugar en el río Kondurcha, en lo que hoy es el Óblast de Samara en Rusia,  el 18 de junio de 1391. La batalla terminó con la derrota de Toqtamish y su huida a través del Volga.

## Antecedentes

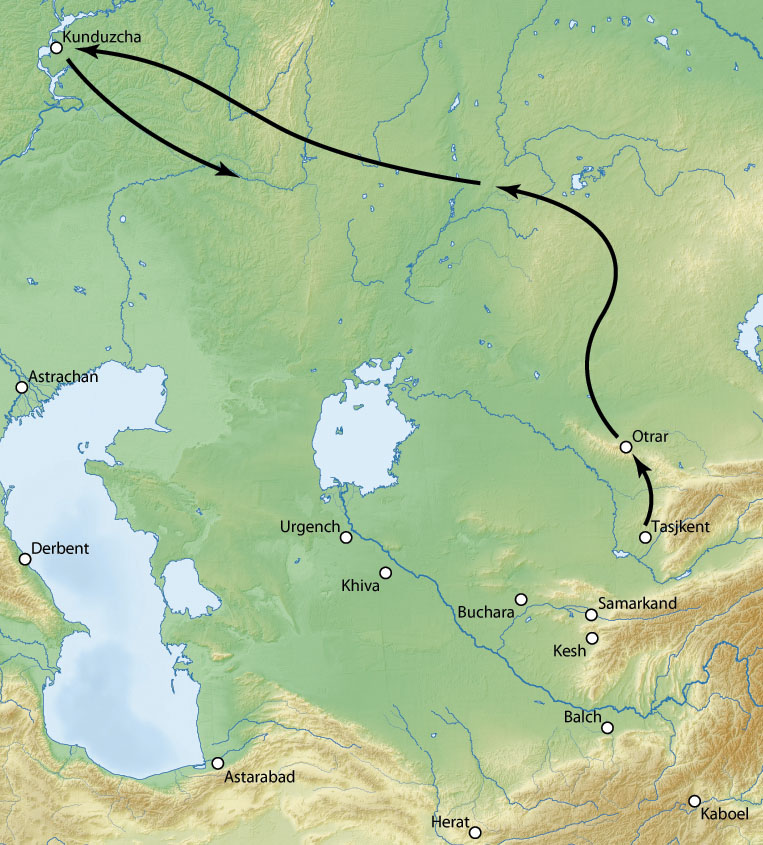
Campaña de Tamerlán en 1391

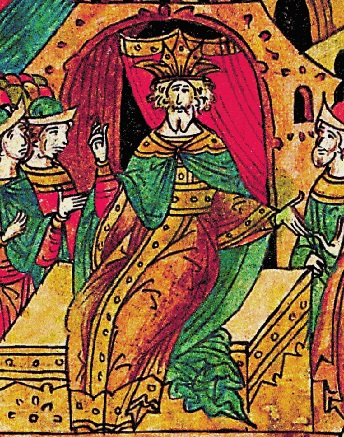
El khan Toqtamiysh de la Horda de Oro en su trono. Crónica ilustrada de Iván el Terrible (detalle).

El joven Toqtamish, con el apoyo de Tamerlán, logró unificar a la Horda de Oro. En sus primeros años se ocupó principalmente de problemas internos, con reformas económicas y militares; más tarde intentó restaurar la antigua grandeza e influencia de la Horda, socavada por numerosos conflictos internos. En dirección norte, Tokhtamysh realizó con éxito un viaje a Moscú, se apoderó del Kremlin y obligó al Príncipe a volver a pagar tributo a la Horda. Hacia el sur, Toqtamish se enfrentó a su antiguo valedor, Tamerlán, emir de Samarcanda.
En 1385, las tropas de Tamerlán invadieron Irán y Azerbaiyán; para impedir el asalto a este territorio considerado como parte de sus tributarios, Toqtamish envió sus tropas, entonces al año siguiente, Tamerlán capturó Georgia. La guerra se prolongó durante cuatro años, durante los cuales ambos bandos evitaron el enfrentamiento directo. No obstante, Tamerlán logró dispersar gradualmente al ejército de la Horda, que se retiró del Cáucaso hacia la cuenca del Volga. Finalmente, a principios de 1391, Tamerlán invadió el territorio de la Horda. A mediados de junio de 1391, los ejércitos entraron en contacto y se produjo la batalla decisiva. Toqtamysh no estaba preparado para la invasión y con la intención de desgastar al enemigo, inició una retirada hacia el Volga, cruzando el río Kondurcha.

## Efectivos
Ambos ejércitos eran simplemente enormes para los estándares de aquellos tiempos. Según la crónica rusa, solo del lado de Tamerlán lucharon «más de cuatrocientos mil», aunque debe recordarse que las fuentes medievales a menudo sobreestiman el número de combatientes. Los historiadores A. Yu. Yakubovsky y M. G. Safargaliev, basados en la "inscripción Karasakpai", compilada por orden de Tamerlán, estimaron el tamaño del ejército invasor en unos doscientos mil, pero otros investigadores, como Ponomarev y Mirgaliev, leen «trescientos mil».
El ejército de Toqtamish era aún más grande. El cronista Sharaf-ad-din Yazdi escribe: «cuando las tropas de ambos bandos avanzaron sus líneas de batalla entre sí, el ejército enemigo en ambos flancos, derecho e izquierdo, superaba al ejército de este lado por varios koshun (batallones)».

## Geografía
Se disputa la ubicación de la batalla, Yakubovsky, después de analizar las fuentes, concluyó que la batalla fue "en el valle del río Kondurcha", dado que la longitud de este río es de más de 300 km, no es posible determinar la ubicación específica del mencionado valle. La mayoría de los historiadores coinciden en que la batalla tuvo lugar en la margen izquierda del Kondurcha, aunque el historiador local de Samara, V. V. Murskov, sugirió que la batalla fue en el distrito de Sergievsky, mientras que otro historiador local, Yu. N. Smirnov, supuso que tuvo lugar en el área del moderno Stary Buyan de la región de Krasnoyarsk ; sin embargo, las búsquedas arqueológicas en todos los lugares propuestos aún no han arrojado resultados.

## Batalla
Según fuentes persas, las tropas de Toqtamish superaban con creces en número a su oponente. El citado Sharaf ad-Din Ali Yazdi describe los preparativos para la batalla de la siguiente manera:
“El lunes, 15 Rejeb 793 A.H. (18 de junio de 1391), correspondiente al año del Baran, cuando después de 6 días el clima se aclaró, Timur el conquistador en la región de Kundurcha asumió personalmente la organización del ejército y comenzó a ponerlo en orden de combate. ...Tantas tropas enemigas llegaron a este campo de batalla que la imaginación es incapaz de contarlas. Timur el conquistador, ... , ordenó a su ejército que se detuviera y levantara tiendas. Al ver esto, Toqtamish quedó impresionado por el dominio de sí y el extraordinario coraje del ejército victorioso y su total indiferencia hacia el ejército enemigo. 
El curso de la batalla se describe con gran detalle por Nizam-ad-Din Shami, Sharaf-ad-Din Yazdi y Mirchond. El ejército de Tamerlán, con una infantería bien armada y entrenada, era una fuerza mucho más organizada y preparada para el combate que las tropas de la Horda; lo cual fue determinante para el resultado de la batalla. Las tropas de Tamerlán se agrupaban en 7 divisiones, 2 de ellas en reserva listas para acudir en ayuda del centro o flanco; en cuanto a la infantería de Tamerlán estaba protegida por trincheras y enormes escudos.
El ejército de Tamerlán se alineó en la batalla de la siguiente manera: En el centro estaba el kul de Timur bajo el mando de Mirza Suleimanshah, detrás, el segundo kul de Timur bajo el liderazgo de Muhammad Sultan, junto a ellos había 20 batallones, a disposición personal del emir. En el flanco derecho estaba el kul de Mirza Miranshah y en el flanco izquierdo estaba el kul de Mirza Omar-Sheikh.
La batalla fue increíblemente feroz y estuvo acompañada de un derramamiento de sangre sin precedentes. Al comienzo, las numerosas tropas de la Horda intentaron envolver al enemigo por los flancos, pero todos sus ataques fueron rechazados; luego el ejército de Tamerlán pasó a la contraofensiva, derrotó a la Horda con un poderoso ataque de flanco y persiguió a los sobrevivientes por cientos de kilómetros a lo largo de las orillas del Volga. Como resultado la Horda fue completamente derrotada, pero Toqtamish logró escapar.

## Pérdidas
Las pérdidas en ambos lados fueron enormes. Las fuentes persas no indican las pérdidas del ejército de Timur, pues siendo panegíricos, sería inapropiado contar las pérdidas. Sin embargo, M. G. Safargaliev, basado en un análisis del mapa compilado por Fra Mauro, concluye que las pérdidas de Timur alcanzaron unas 100 mil personas.

## Eventos posteriores

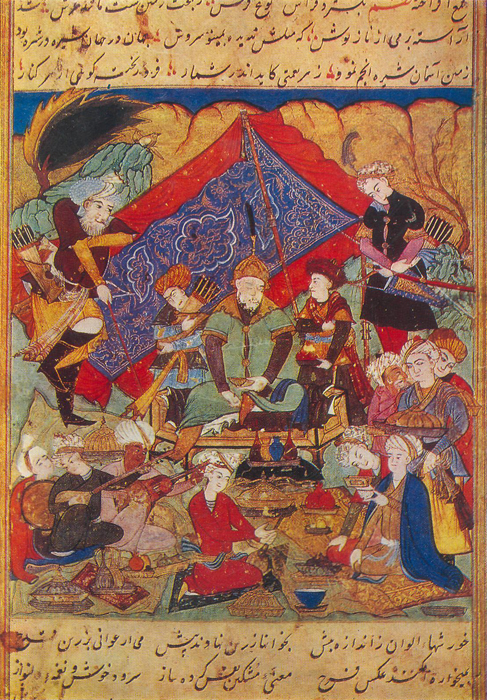
Fiestas de Timur en los alrededores de Samarcanda, según el Zafarnama, (Libro de las victorias) panegírico escrito por Sharaf al-Din Ali Yazdi en honor de Tamerlán.

Tamerlán celebró la victoria durante 26 días, pasando el tiempo en un sinfín de fiestas. Según Sharaf-ad-din, «en el campamento de Timur había tantas chicas y hermosos jóvenes como las huríes, más de cinco mil elegidas personalmente para Timur». Pero no persiguió al enemigo, y el 16 de julio se fue con el ejército a Samarcanda. L. N. Gumilyov escribió:
La victoria de Timur tuvo un costo. Esto se puede ver en el hecho de que no tuvo éxito, no cruzó a la orilla derecha del Volga, sino que se limitó a recoger a los tártaros y al ganado fugitivos
Toqtamish huyó en una dirección desconocida. Durante algún tiempo, no se supo nada de él: aparentemente, se escondía en algún lugar del norte del ulus búlgaro . Algunos historiadores creen que el poder de la Horda Dorada se vio gravemente socavado por la derrota en Kondurcha, que creó los requisitos previos para la liberación de Rusia de la dependencia de la Horda. Sin embargo, solamemte el ejército fue derrotado, no la Horda, cuyo potencial humano aún era enorme. Pronto Toqtamish restauró su poder y reunió otro gran ejército. En 1395, los ejércitos de la Horda y Timur se enfrentaron en una batalla aún más sangrienta en la batalla del río Terek. En este enfrentamiento, el líder de la Horda volvió a ser venciso y fue el final de su reinado que no pudo impedir la decadencia de la Horda Dorada.